# Rafel Monells
Rafel Monells (Mallorca, segle xv) fou un pintor documentat el 1468 quan posseïa un “plec de pergamins vells pintats de cartes de navegar”, cosa que, juntament amb la seva professió, ha fet especular amb la possibilitat que en fos l'autor.